# Wen Juling
Wen Juling (ur. 29 kwietnia 1981) – chińska zapaśniczka w stylu wolnym. Trzy starty w mistrzostwach świata, brązowy medal w 2005; piąta w 2003; siódma w 2002. Złota medalistka mistrzostw Azji w 2006 roku.